# Manly, Iowa
Manly là một thành phố thuộc quận Worth, tiểu bang Iowa, Hoa Kỳ. Năm 2010, dân số của thành phố này là 1323 người.

## Dân số
Dân số qua các năm:
- Năm 2000: 1342 người.
- Năm 2010: 1323 người.